# Горошко Михайло Васильович
Миха́йло Васи́льович Горо́шко (*27 жовтня 1939, с. Ріжки Таращанського району Київської області) — російський вчений-геолог, доктор геолого-мінералогічних наук, провідний науковий співробітник Інституту тектоніки і геофізики імені. Помер 27 серпня 2020 року у м. Тараща Київської області.

## Біографія
К 1973 році закінчив Іркутський державний університет імені А. О. Жданова за спеціальністю «геологічна зйомка та корисних копалин».
З 1963 до 1967 рік — працював техніком-геологом Приленської експедиції.
З 1967 до 1974 рік — геолог Приленської (з 1973 р. — Тайгової) експедиції.
З 1974 до 1986 — старший геолог Тайгового ПГО.
У 1986 році у Всеросійському науково-дослідному геологічному інституті імені А. П. Карпінського захистив кандидатську дисертацію за спеціалізацією геолого-мінералогічні науки на тему «Геологія та ураноносність вулкано-тектонічних структур Хайканського серединного масиву».
З 1986 до 2001 року — головний геолог аеропартії 35-го Тайгового ПГО.
У 2001 році захистив дисертацію на здобуття наукового ступеня доктора геолого-мінералогічних наук за темою «Рифейські депресійні структури древніх платформ та масивів південного сходу Росії: геологія та ураноносність».
З 2001 до 2003 — провідний науковий співробітник Далекосхідного інституту мінеральних сировин.
З 2 липня 2003 року — провідний науковий співробітник Інституту тектоніки і геофізики імені Ю. А. Косигіна міста Хабаровськ.
Був у двох науково-виробничих закордонних відрядженнях з метою ознайомлення з ураноносними районами Канади та Австралії.

## Наукові результати
- Розробив критерії та виділив структури під пошук уранових родовищ типу «типу непогодження» на Далекому Сході Росії.
- Проаналізував матеріали з ураноносності Далекого Сходу Росії та виділив найбільш перспективні ураноносні формації.
- Розробив стратиграфію рефею південного сходу Сибірської платформи.
- Склав карту глибинної будови одного з перспективних урано-рудних районів півдня Далекого Сходу Росії.

## Праці
Опублікував 52 статті в регіональних та центральних журналах, а також 22 науково-виробничих звіти.
- Металогенічне районування Ханкайського серединного масиву // Тихоокеанська геологія, 1987, № 6.
- Про рудоносність зон докембрійських структурних непогоджень // Радянська геологія, 1991, № 5.
- Мотивація виявлення нових видів корисних копалин в південно-східній частині Алданського щита // Тихоокеанська геологія, 1995, № 2.
- Нові дані з абсолютного віку рідкометального оруднення південно-східної частини Алданського щита. // Стратиграфія та геологічна кореляція, 2002, № 1.

## Нагороди
- Медаль «За трудову відзнаку».
- Медаль «Ветеран праці».
- Знак «Відмінник розвідки родовищ».
- Знак «Переможець соціалістичного змагання 1974».
- Знак «Ударник 11-ї п'ятирічки».
- Пам'ятний знак «300 років гірничо-геологічної служби Росії».
- Знак «За заслуги в розвідці та освоєнні родовищ».